# Kontrapunkt
La Edition Kontrapunkt (la parola danese, svedese e anche tedesca per contrappunto) è un'etichetta discografica danese specializzata nella musica classica con sede a Klampenborg e fondata nel 1987. L'etichetta è di proprietà della SteepleChase Records, l'etichetta danese specializzata nel jazz.
L'etichetta ha effettuato le prime registrazioni di molte opere maggiori di compositori danesi, incluse le prime registrazioni delle sinfonie di Ib Nørholm nel 1993.